# China Forbes
China Forbes (Cambridge, 29 aprile 1970) è una cantante statunitense, nota soprattutto come voce dei Pink Martini.
Dopo un primo periodo in cui ha provato la carriera di attrice, comincia a cantare. In questo periodo registra una versione di Que Sera, Sera (Whatever Will Be, Will Be), utilizzata per i titoli di apertura e di chiusura del film In the Cut di Jane Campion.
Dopo alcune collaborazioni occasionali diventa la voce principale dei Pink Martini a partire dal 1998. Nel frattempo ha portato avanti alcuni progetti solisti, con un album, 78, pubblicato nel 2008.